# Monique Mélinand
Monique Mélinand est une actrice française, née le 9 mars 1916 à Paris et morte le 16 mai 2012 à Boulogne-Billancourt.

## Biographie

### Origines et formation
Monique Marianne Gabrielle Camille Mélinand naît le 9 mars 1916 dans le 6e arrondissement de Paris au 5 rue de l'Odéon,, de Camille Mélinand, professeur de philosophie âgé de 50 ans, et de Gabrielle Sophie Marie Blanche Gautier, son épouse alors sans profession âgée de 24 ans, future romancière et auteure de théâtre sous plusieurs pseudonymes[réf. souhaitée].
Élève de Louis Jouvet, Monique Mélinand le suit dans la tournée du théâtre de l'Athénée en Amérique latine pendant la guerre.

### Carrière
À la défection de Madeleine Ozeray, Monique Mélinand la remplace dans ses rôles et dans le cœur de Jouvet.
Elle fait une grande carrière au théâtre.
Sans jamais être une vedette consacrée au cinéma, elle tient le rôle principal de La Pocharde (1953) mais aussi de La Gueule ouverte de Maurice Pialat (1974).
Elle joue l'épouse infidèle de Jean Gabin dans Le Sang à la tête (1956).
Elle tourne aussi avec Henri Verneuil, Jacques Rouffio ; Raoul Ruiz fait appel à elle pour quatre de ses films, notamment Généalogies d'un crime où elle incarne la mère inquiétante du personnage joué par Catherine Deneuve.

### Vie privée
Monique Mélinand a été la compagne de Louis Jouvet, depuis les années 1940 jusqu'à la mort de ce dernier en 1951, puis l'épouse du comédien Jean Sigfried Marie Martinet, alias Jean Martinelli, du 29 décembre 1952 au 14 octobre 1964, enfin la compagne d'André Thorent (1922-2015) jusqu'à sa propre mort en 2012.
Elle est la mère d'Agathe Mélinand et la marraine de Sylvie Dorléac, la sœur puinée de Françoise Dorléac et Catherine Deneuve.

### Mort
Monique Mélinand meurt le 16 mai 2012 à Boulogne-Billancourt,, à l'âge de 96 ans. Ses obsèques se déroulent au crématorium-columbarium du Père-Lachaise le 22 mai 2012.
Au moment de sa disparition, survenue peu de temps après le tournage de son dernier film,  elle était la seule actrice française à avoir connu une carrière cinématographique longue de quatre-vingt-quatre ans, de 1927 à 2011. Elle devance ainsi Paulette Dubost (quatre-vingt-un ans de carrière), Gisèle Casadesus et Paulette Frantz (quatre-vingts ans de carrière chacune), Danielle Darrieux (soixante-dix-huit ans), Denise Grey (soixante-dix-sept ans), Micheline Presle (soixante-seize ans), Judith Magre (soixante-quatorze ans) et Brigitte Auber (soixante-treize ans).

## Filmographie

### Cinéma
- 1927 : Âmes d'enfants de Jean Benoit-Lévy et Marie Epstein
- 1938 : Entrée des artistes de Marc Allégret : une élève du Conservatoire
- 1946 : Rouletabille joue et gagne de Christian Chamborant
- 1946 : Rouletabille contre la dame de pique de Christian Chamborant
- 1948 : Entre onze heures et minuit de Henri Decoin : Irma, gouvernante chez l'avocat
- 1949 : Au royaume des cieux de Julien Duvivier : Mlle Guérande
- 1950 : Lady Paname de Henri Jeanson : Costa, l'accompagnatrice
- 1950 : Les Anciens de Saint-Loup de Georges Lampin : Hélène Laclaux
- 1953 : La Pocharde de Georges Combret : Denise Lamarche
- 1955: Des gens sans importance d'Henri Verneuil (à vérifier)
- 1956 : Le Sang à la tête de Gilles Grangier : Marthe Cardinaud
- 1958 : Faibles Femmes de Michel Boisrond : Mme Fenal
- 1959 : Katia de Robert Siodmak : Marie de Hesse et du Rhin
- 1960 : La Mort de Belle de Édouard Molinaro : Christine Blanchon
- 1960 : Vers l'extase de René Wheeler : Mme Schultz
- 1961 : Rencontres de Philippe Agostini : Inès
- 1964 : La Bonne Soupe de Robert Thomas : la mère de Marie-Paule
- 1964 : Angélique, marquise des anges de Bernard Borderie : la marquise de Plessis-Bellière
- 1964 : Les Barbouzes de Georges Lautner : Mme Lagneau
- 1966 : Le Voleur de Louis Malle : Mme de Montareuil
- 1967 : L'Horizon de Jacques Rouffio : la mère
- 1968 : La Femme écarlate de Jean Valère
- 1968 : Delphine de Éric Le Hung
- 1969 : L'Américain de Marcel Bozzuffi
- 1969 : La Dame dans l'auto avec des lunettes et un fusil d'Anatole Litvak
- 1969 : Dernier Domicile connu de José Giovanni : Mme Loring
- 1970 : Le Cri du cormoran le soir au-dessus des jonques de Michel Audiard : une passante
- 1970 : Les Jambes en l'air de Jean Dewever
- 1970 : Léa, l'hiver de Marc Monnet : la mère de Léa
- 1970 : Mourir d'aimer de André Cayatte : Mme Leguen
- 1970 : Un beau monstre de Sergio Gobbi
- 1971 : Ça n'arrive qu'aux autres de Nadine Trintignant
- 1971 : L'Homme au cerveau greffé de Jacques Doniol-Valcroze
- 1971 : Paulina 1880 de Jean-Louis Bertuccelli
- 1972 : Hellé de Roger Vadim
- 1973 : L'Événement le plus important depuis que l'homme a marché sur la Lune de Jacques Demy : Mme Solennel
- 1973 : La Gueule ouverte de Maurice Pialat : Monique, la mère
- 1973 : La Race des seigneurs de Pierre Granier-Deferre
- 1975 : Les Mal Partis de Jean-Baptiste Rossi
- 1975 : La Mise en main de Sylvain Dhomme (court métrage)
- 1975 : Sept Morts sur ordonnance de Jacques Rouffio : Mme Giret
- 1976 : La Communion solennelle de René Féret : Julie Ternolain (à l'âge de 45 ans)
- 1976 : Le Corps de mon ennemi de Henri Verneuil : Germaine Mauve, la mère d'Hélène
- 1976 : Les Mal Partis de Sébastien Japrisot : la boulangère
- 1977 : La Machine de Paul Vecchiali : le juge d'instruction
- 1977 : Va voir maman, papa travaille de François Leterrier : la mère d'Agnès
- 1978 : Éclipse sur un ancien chemin vers Compostelle de Bernard Férié
- 1979 : Plurielles de Jean-Patrick Lebel
- 1979 : À nous deux de Claude Lelouch : la mère de Françoise
- 1980 : Cauchemar de Noël Simsolo : Gélinotte
- 1981 : Ils appellent ça un accident de Nathalie Delon et Yves Deschamps
- 1984 : Une petite fille dans les tournesols de Bernard Férié : la fermière
- 1986 : On a volé Charlie Spencer de Francis Huster : la mère de la fiancée
- 1988 : Vent de galerne de Bernard Favre
- 1989 : Outremer de Brigitte Roüan : la tante Léonie
- 1991 : Toubab Bi de Moussa Touré : Mamie Chapeau
- 1992 : L'Écrivain public de Jean-François Amiguet
- 1993 : Jeanne la Pucelle (Les prisons) de Jacques Rivette
- 1995 : Trois Vies et une seule mort de Raoul Ruiz : Mme Vickers
- 1996 : Les Frères Gravet de René Féret : Annie Gravet
- 1996 : Transatlantique de Christine Laurent
- 1997 : Généalogies d'un crime de Raoul Ruiz
- 1998 : Le Temps retrouvé de Raoul Ruiz : la grand-mère de Marcel Proust
- 2000 : Les Âmes fortes de Raoul Ruiz
- 2003 : Le Cou de la girafe de Safy Nebbou
- 2005 : Président de Lionel Delplanque
- 2005 : Avril, de Gérald Hustache-Mathieu : Sœur Céleste
- 2012 : Avanti d'Emmanuelle Antille

### Télévision
- 1963 : L'Eau qui dort (Les Cinq Dernières Minutes no 28) de Claude Loursais : Hélène Monestier
- 1963 : Une affaire de famille (Les Cinq Dernières Minutes no 29), de Jean-Pierre Marchand : Madeleine Robiac
- 1967 : Le Théâtre de la jeunesse : Le Secret de Wilhelm Storitz d'Éric Le Hung
- 1971 : Si j'étais vous d'Ange Casta : Mme Especel
- 1973 :Ton amour et ma jeunesse : Mme Rougères
- 1975 : Salvator et les Mohicans de Paris (d'après l'œuvre de Alexandre Dumas), feuilleton de Bernard Borderie
- 1976 : Messieurs les jurés : L'Affaire Périssac d'André Michel
- 1978 : Gaston Phébus, feuilleton de Bernard Borderie : la comtesse Eléonore de Comminges
- 1981 : Au bon beurre d'Édouard Molinaro : Mme Lécuyer, la mère de Léon
- 1988 : Le Visiteur du soir  (série Mésaventures)  de Jean-Pierre Ferrière, réalisé par Emmanuel Fonlladosa

## Théâtre
- 1930 : May ou Variations sur le mot "Je" de John Galsworthy, mise en scène Gabriel Emme, théâtre "1931"[6]
- 1930 : Le Pèlerinage sentimental de Jacques Chabannes, mise en scène de Camille Corney, théâtre "1931"[6]
- 1931 : Les Coulisses de l'âme de Nicolas Evreïnoff, théâtre "1932"
- 1936 : Interlude de Lucien Dabril et Gabriel-Emme, mise en scène Gabriel-Emme, théâtre de la Nouvelle Comédie
- 1937 : Électre de Jean Giraudoux, mise en scène Louis Jouvet, théâtre de l'Athénée
- 1941 : L'Occasion de Prosper Mérimée, et plus d'une douzaine de pièces mises en scène par Louis Jouvet, tournée en Amérique latine
- 1945 : Une grande fille toute simple d'André Roussin, mise en scène Louis Ducreux, théâtre des Ambassadeurs
- 1945 : La Folle de Chaillot de Jean Giraudoux, mise en scène Louis Jouvet, théâtre de l'Athénée
- 1946 : L'Annonce faite à Marie de Paul Claudel, mise en scène, Louis Jouvet, théâtre de l'Athénée
- 1947 : Les Bonnes de Jean Genet, mise en scène Louis Jouvet, théâtre de l'Athénée
- 1948 : Don Juan de Molière, mise en scène Louis Jouvet, théâtre de l'Athénée
- 1949 : Le Tartuffe ou l'Imposteur de Molière, mise en scène Louis Jouvet, théâtre de l'Athénée
- 1950 : L'École des femmes de Molière, mise en scène Louis Jouvet, théâtre des Célestins
- 1952 : La Tête des autres de Marcel Aymé, mise en scène André Barsacq, théâtre de l'Atelier
- 1952 : Lorenzaccio d’Alfred de Musset, mise en scène Gérard Philipe, Festival d'Avignon
- 1954 : Bel-Ami de Frédéric Dard d'après Guy de Maupassant, mise en scène Jean Darcante, théâtre des Célestins
- 1955 : Pour Lucrèce de Jean Giraudoux, mise en scène Jean-Louis Barrault, théâtre des Célestins
- 1956 : La Chatte sur un toit brûlant de Tennessee Williams, mise en scène Peter Brook, théâtre Antoine
- 1957 : La Mouche bleue de Marcel Aymé, mise en scène Claude Sainval, Comédie des Champs-Élysées
- 1958 : Ardèle ou la Marguerite de Jean Anouilh, mise en scène Roland Piétri, Comédie des Champs-Élysées
- 1958 : L'Année du bac de José-André Lacour, mise en scène Yves Robert, théâtre Édouard-VII
- 1962 : Victor ou les Enfants au pouvoir de Roger Vitrac, mise en scène Jean Anouilh et Roland Piétri, théâtre de l'Ambigu
- 1963 : Victor ou les Enfants au pouvoir de Roger Vitrac, mise en scène Jean Anouilh et Roland Piétri, théâtre de l'Athénée
- 1963 : Et l'enfer Isabelle ? de Jacques Deval, mise en scène Claude Sainval, Comédie des Champs-Élysées
- 1963 : Des enfants de cœur de François Campaux, mise en scène Christian-Gérard, théâtre Michel
- 1964 : Des enfants de cœur de François Campaux, mise en scène Christian-Gérard, théâtre de l'Ambigu
- 1965 : La Voyante d'André Roussin, mise en scène Jacques Mauclair, théâtre des Célestins
- 1966 : La Bouteille à l'encre d'Albert Husson, mise en scène Jean-Pierre Grenier, théâtre Saint-Georges
- 1966 : L'Ordalie ou la Petite Catherine de Heilbronn d'Heinrich von Kleist, mise en scène Jean Anouilh et Roland Piétri, théâtre Montparnasse
- 1966 : Baby Hamilton de Maurice Braddell et Anita Hart, mise en scène Christian-Gérard, théâtre de la Porte-Saint-Martin
- 1967 : L'Idiot d'après Fiodor Dostoïevski, adaptation et mise en scène André Barsacq, théâtre des Célestins, tournée Karsenty-Herbert
- 1968 : Des enfants de cœur de François Campaux, mise en scène Christian-Gérard, théâtre Édouard-VII
- 1969 : Le Distrait de Jean-François Regnard, mise en scène Gabriel Garran, théâtre de la Commune
- 1972 : Le Coup de Trafalgar de Roger Vitrac, mise en scène Jacques Rosner, théâtre national de l'Odéon
- 1972 : Le Voyageur sans bagage de Jean Anouilh
- 1973 : Le Voyageur sans bagage de Jean Anouilh, mise en scène Nicole Anouilh, théâtre des Mathurins
- 1974 : Bonne fête Amandine d'Albert Husson, mise en scène Jacques Mauclair, théâtre des Célestins
- 1975 : Othon de Corneille, mise en scène Jean-Pierre Miquel, théâtre national de l'Odéon
- 1976 : La Comédie sans titre ou La Régénération d'Italo Svevo, mise en scène Robert Gironès, théâtre du Huitième (Lyon)
- 1976 : Histoire de dires de Jean-Pierre Thibaudat, mise en scène Jacques Lassalle, Festival d'Avignon
- 1978 : Et pourtant, ce silence ne pouvait être vide de Jean Magnan, mise en scène Robert Gironès, Festival d'Avignon
- 1979 : Et pourtant, ce silence ne pouvait être vide de Jean Magnan, mise en scène Robert Gironès, théâtre du Huitième, théâtre de Gennevilliers
- 1982 : La Maison sous les arbres de Pierre Laville, mise en scène Jean-Louis Martin-Barbaz, Centre dramatique national du Nord-Pas de Calais
- 1983 : La vie que je t'ai donnée de Luigi Pirandello, mise en scène Massimo Castri, théâtre national de Strasbourg
- 1985 : Le Cid de Corneille, mise en scène Francis Huster, théâtre Renaud-Barrault
- 1986 : La Comédie sans titre d'Italo Svevo, mise en scène Jacques Mauclair, théâtre du Marais
- 1988 : Joe Egg de Peter Nichols, mise en scène Michel Fagadau, théâtre de la Gaîté-Montparnasse
- 1988 : Le Grand Invité de Victor Haïm, mise en scène Jacques Mauclair, théâtre du Marais
- 1990 : Lorenzaccio d'Alfred de Musset, mise en scène Francis Huster, Printemps des comédiens Montpellier
- 1990 : Zone libre de Jean-Claude Grumberg, mise en scène Maurice Bénichou, théâtre national de la Colline
- 1996 : Gertrud de Hjalmar Söderberg, mise en scène Gérard Desarthe, théâtre Hébertot
- 1997 : Oncle Vania d'Anton Tchekhov, mise en scène Patrice Kerbrat, théâtre Hébertot
- 1998 : Vie et mort du roi Jean de William Shakespeare, mise en scène Laurent Pelly, Festival d'Avignon
- 1999 : Vie et mort du roi Jean de William Shakespeare, mise en scène Laurent Pelly, maison des arts et de la culture de Créteil

## Doublage

### Cinéma

#### Films
- Jennifer Jones dans :
  - Le Poids d'un mensonge : Singleton
  - Duel au soleil : Jesse McCanles
  - Madame Bovary : Emma Bovary
  - La Furie du désir : Ruby Gentry
  - La Colline de l'adieu : Dr Han Sunyin
  - L'Homme au complet gris : Betsy Rath
  - Tendre est la nuit : Nicole Diver
  - La Tour infernale : Lisolette Mueller (1er doublage)

- Jessica Tandy dans :
  - Cocoon : Alma Finley
  - Cocoon, le retour : Alma Finley
  - Miracle sur la 8e rue : Faye Riley

- Julie Harris dans :
  - Gorilles dans la brume : Roz Carr
  - Fais comme chez toi ! : Edna Davis

- 1943 : Vivre libre : Louise Martin (Maureen O'Hara)
- 1955 : Ce n'est qu'un au revoir : Kitty Carter (Betsy Palmer)
- 1957 : Une arme pour un lâche : Audrey « Aud » Niven (Janice Rule)
- 1965 : Ligne rouge 7000 : Lindy (Charlene Holt)
- 1967 : L'Affaire Al Capone : Mrs Doody (Mary Grace Canfield)
- 1970 : Les Tueurs de la lune de miel : Janet Fay (Mary Jane Higby)
- 1973 : Ne vous retournez pas : Heather (Hilary Mason)
- 1974 : Le Dossier Odessa : Frau Miller (Maria Schell)
- 1974 : 747 en péril : Mme Devaney (Myrna Loy)
- 1977 : Audrey Rose : Sœur Veronica (Mary Jackson)
- 1977 : Les Duellistes : la diseuse de bonne aventure (Liz Smith)
- 1978 : Superman : Martha Kent (Phyllis Thaxter) (1er doublage)
- 1978 : Ces garçons qui venaient du Brésil : Esther Lieberman (Lilli Palmer)
- 1978 : Le Chat et le Canari : Allison Crosby (Wendy Hiller)
- 1979 : La luna : la mère de Giuseppe (Alida Valli)
- 1980 : Comment se débarrasser de son patron : Roz Keith (Elizabeth Wilson)
- 1980 : Mr. Patman : la directrice du personnel (Lois Maxwell)
- 1982 : Meurtres en direct : la femme au foyer (Ivy Bethune)
- 1984 : L'Histoire sans fin : Urgl (Patricia Hayes)
- 1985 : Les Zéros de conduite : Loretta Clock (Nedra Volz)
- 1986 : Poltergeist 2 : Grand-mère Jess (Geraldine Fitzgerald)
- 1986 : House : Elizabeth Hooper (Susan French)
- 1986 : Escort Girl : Lady Newhouse (Faith Kent)
- 1987 : Trois Hommes et un bébé : Mme Holden (Celeste Holm)
- 1987 : Cold Steel : Sur le fil du rasoir : Anna Modine (Anne Haney)
- 1988 : Jumeaux : Mary Ann Benedict (Bonnie Bartlett)
- 1989 : Johnny Belle Gueule : Sœur Luke (Yvonne Bryceland)
- 1990 : Aux sources du Nil : Lady Houghton (Frances Cuka)
- 1991 : Hook ou la Revanche du capitaine Crochet : Grand-mère Wendy (Maggie Smith)
- 1991 : Les Nuits avec mon ennemi : La femme dans le bus (Nancy Fish)
- 1992 : Bob Roberts : Mme Davis (Anita Gillette)
- 1995 : L'Amour à tout prix : Elsie (Glynis Johns)
- 1996 : Daylight : Eleanor Trilling (Claire Bloom)
- 1997 : L'Idéaliste : Colleen 'Miss Birdie' Birdsong (Teresa Wright)
- 1997 : The Game : Ilsa (Carroll Baker)

### Télévision

#### Téléfilms
- Dorothy Alison : Mrs. Canty dans Le Prince et le Pauvre (1962)[7]
- Vivien Merchant : Marie-Thérèse d'Autriche dans L'Homme au masque de fer (1977)

#### Séries télévisées
- Elizabeth Hoffman : Eleanor Roosevelt dans Le Souffle de la guerre (1983)
- Neva Patterson : Eleanor Dupres dans V (1983-1984) (1re et 2e mini-séries)
- K Callan : Martha Kent dans Loïs et Clark (1993-1997)